# Sobór Trójcy Świętej w Sumach
Sobór Trójcy Świętej – prawosławny sobór w Sumach, w eparchii sumskiej Ukraińskiego Kościoła Prawosławnego Patriarchatu Moskiewskiego.

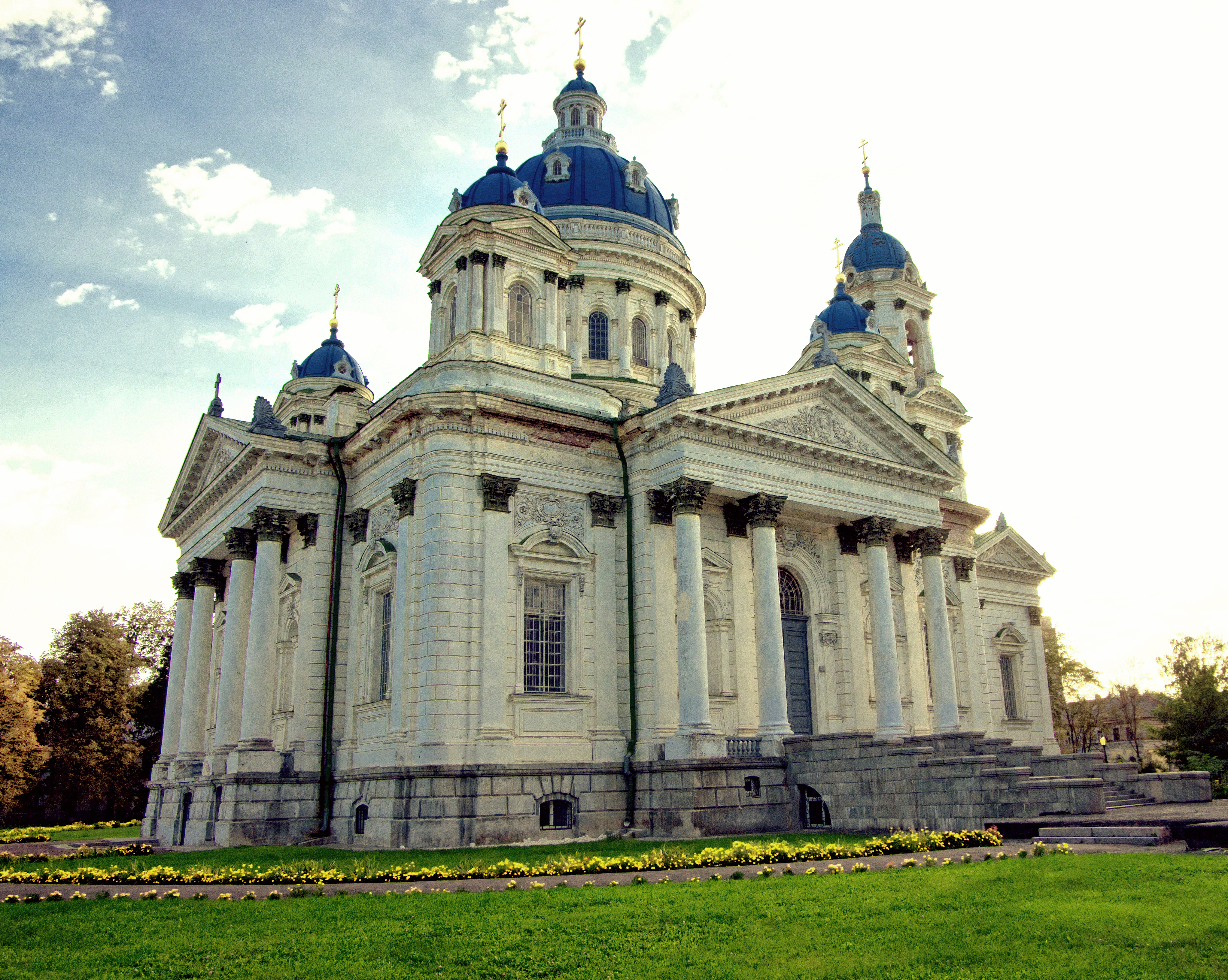

O istnieniu cerkwi pod tym wezwaniem przed 1735 pisał w swoim opisie eparchii charkowskiej biskup Filaret (Gumilewski). Nową świątynię pod tym samym wezwaniem ufundowali w 1827 Michaił i Pawieł Lintwariewowie, przekazując na cel budowy 17 200 rubli srebrem. W obiekcie znajdowały się trzy ołtarze – główny Trójcy Świętej oraz św. Michała i św. Teodora Czernihowskich.
W latach 1901–1914 z inicjatywy Pawła Charitonienki w sąsiedztwie dziewiętnastowiecznej cerkwi wzniesiony został nowy sobór pod tym samym wezwaniem. Fundator przekazał na budowę pół miliona rubli i pragnął, aby nowa świątynia przewyższyła rozmiarami i pięknem wszystkie istniejące dotąd w Sumach prawosławne obiekty sakralne, a inspiracją dla jej wyglądu był sobór św. Izaaka w Petersburgu. Charitonienko zaprosił do wykonania projektu Aleksieja Szczusiewa, jednak ten z powodu wielu zamówień nie przyjął propozycji, lecz przygotował dla soboru jedynie plan mozaicznej dekoracji na posadzce oraz ogrodzenia. Zasadnicze prace nad projektem świątyni wykonał inżynier G. Szolc, architekt pracujący w Sumach.
Z powodu kryzysu ekonomicznego w Rosji na początku XX wieku P. Charitonienko znalazł się w poważnych kłopotach, przez co prace nad budową świątyni zostały wstrzymane. Ostatecznie do bankructwa fundatora nie doszło i sobór mógł zostać dokończony. Pragnąc, aby fundowana przez niego cerkiew dorównała pięknem soborowi św. Włodzimierza w Kijowie, Charitonienko zaprosił do napisania ikon do ikonostasu Michaiła Niestierowa, który wykonał wizerunki Chrystusa, Matki Bożej, Trójcy Świętej, archaniołów Gabriela i Michała oraz św. Mikołaja. Ikonostas soboru w Sumach nie przetrwał: jego marmurowa konstrukcja nigdy nie dotarła z Włoch, gdzie był wykonywany, do miejsca przeznaczenia, zaś ikony Niestierowa zniszczono po rewolucji październikowej. Dzwony dla soboru powstały w pracowni Samginów w Moskwie. Freski we wnętrzu cerkwi wykonał N. Niwinski, malarz z Moskwy, zaś witraż z wyobrażeniem Trójcy Świętej wykonał Kuźma Pietrow-Wodkin z Petersburga.
W ZSRR sobór w Sumach został odebrany wiernym i zaadaptowany na salę koncertową z organami oraz na muzeum rzeźby. Po 1991 obiekt zwrócono Ukraińskiemu Kościołowi Prawosławnemu Patriarchatu Moskiewskiego.